# Rosetta (tàu không gian)
Rosetta là một thăm dò không gian robot được Cơ quan Vũ trụ châu Âu chế tạo và phóng đi để thực hiện nghiên cứu chi tiết sao chổi 67P/Churyumov-Gerasimenko. Tàu Rosetta phóng lên tháng 3 năm 2004 và sau 10 năm mới tiếp cận được sao chổi 67P/Churyumov-Gerasimenko. Ngày 6 tháng 8 năm 2014 nó tiếp cận sao chổi đến một khoảng cách khoảng 100 km và giảm vận tốc tương đối của nó đến 1 m/s, do đó trở thành tàu vũ trụ đầu tiên bay quanh quỹ đạo sao chổi này. Được phóng lên vũ trụ hồi tháng 3/2004, tàu Rosetta đã có 4 chuyến bay quanh sao Hỏa và Trái Đất, sử dụng lực hấp dẫn của mình để tăng tốc độ nhằm bắt kịp với đối tượng cần theo dõi. Con tàu được lập trình để đặt vào trạng thái "ngủ đông" trong 31 tháng do ánh sáng Mặt Trời ở quá xa và không đủ mạnh để các tấm pin Mặt Trời sản xuất đủ điện. Tình trạng này kết thúc vào tháng 1 năm 2014 bằng một lệnh lập trình gửi từ trung tâm điều khiển ở Darmstadt, Đức.
Tàu Rosetta được đặt theo tên Phiến đá Rosetta
Rosetta đã áp sát sao chổi 67P vào ngày 11/11/2014 tới và thả robot Philae nặng 100 kg lên bề mặt sao chổi. Tại đây, Philae đã thực hiện các thí nghiệm khoa học. Trước hết tàu vũ trụ này sẽ phải tránh các phân tử bụi và băng mà đuôi sao chổi 67P xả ra. 